# Bhitargarh
Bhitargarh (en bengalí: ভিতরগড়) es un yacimiento arqueológico que incluye los restos de una antigua ciudad construida alrededor del siglo V d. C.. Está situado en el zila de Panchagarh en la división de Rangpur en la parte norte de Bangladés  y es lo suficientemente grande como para poder verlo desde el espacio. La importancia arqueológica del sitio radica en su posición estratégica como una intersección de las rutas comerciales entre Tíbet, Nepal, Bután y el valle del Ganges (Llanura indogangética) media y baja.

## Historia

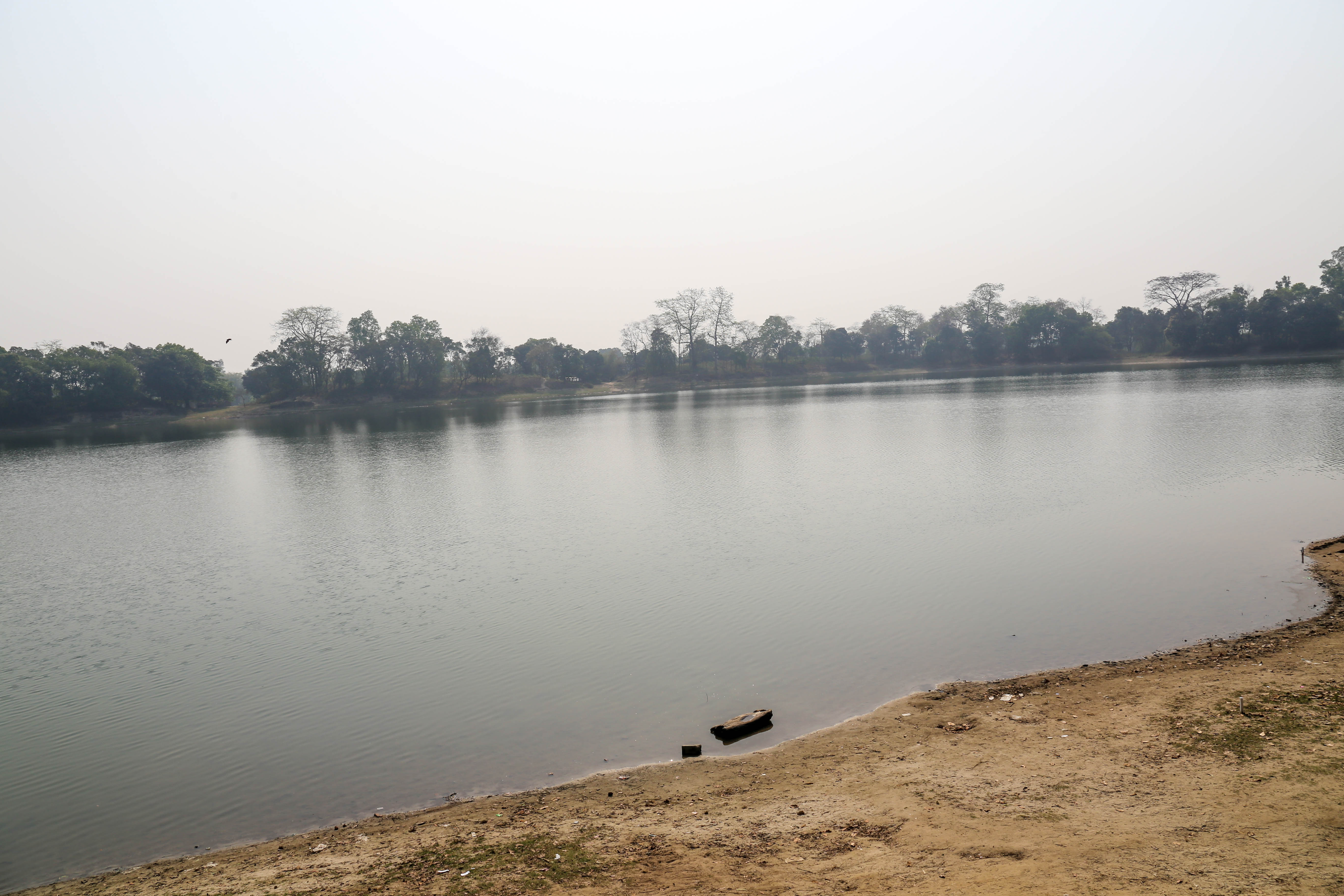
Maharajá Dighi donde el rey Prithu se suicidó según la leyenda.

Bhitargarh era una ciudad-Estado amurallada, la más grande de Asia del Sur septentrional, y solía ser la sede del rey Prithu, conocido popularmente como Maharajá. Solía ser una ciudad-Estado independiente con un gobierno soberano hasta el siglo XIII. Se sabe muy poco sobre su último soberano, Prithu Raja, de quien se creía que se había suicidado a causa de su religión. Existe una leyenda que dice que Prithu Raja se suicidó junto con su ejército en Maharajá Dighi para proteger su pureza de ser mancillada por una fuerza invasora de la impura tribu Kichok, que había atacado la ciudad. Se cree que la tribu es del actual distrito de Koch Bihar en la India, ubicado al norte de la ciudad.
En el período antiguo, Bhitargarh sirvió como un nodo de importantes rutas comerciales, incluida la [[Ruta de la seda] (Ruta de la seda del suroeste)], que unía los antiguos reinos del Tíbet y Yunnan con Bengala y la India oriental.  Su ubicación en la orilla del río Karatoya facilitó el acceso al Tíbet a través de la ciudad. Su influencia para conectar las antiguas rutas comerciales de la región se extiende desde Magadha hasta el suroeste de China a través del valle del Brahmaputra, así como la orilla occidental y sureste del río Mekong.
La ciudad podría haber visto la llegada de la dinastía bengalí (dinastía Kamboja Pala) en la primera mitad del siglo X, que gobernaban el resto de Bengala en ese momento. Pasó a formar parte del sultanato de Bengala en 1498 durante el reinado de Alauddin Husain Shah. Más tarde cayó bajo el dominio del reino de Khen (dinastía Khen) y luego del reino de Koch (dinastía Koch) y continuó sirviendo como centro comercial hasta el siglo XVII cuando fue conquistado por los mogoles bengalíes durante el reinado de Mir Jumla.

## Geografía
Bhitargarh cubre un área de 25 km², situada en la Unión Amarkhana de la upazila de Panchagarh Sadar dentro del distrito de Panchagarh. El sitio está cubierto de arena y grava. que fluía desde las wstribaciones del Himalaya mediante aguas glaciales y lluvias monzónicas. Topográficamente, la tierra es parte de las antiguas llanuras del piedemonte del Himalaya, mientras que los lechos de grava pertenecen a la era del Pleistoceno Superior, similar al resto del distrito de Panchagarh. La capa del Pleistoceno Superior está cubierta además por depósitos del Holoceno, evidentes en la arena, el limo y la arcilla del aluvión. La composición de los diferentes minerales en los lechos de grava del Holoceno es indistinguible de la del Himalaya.
El yacimiento está muy cerca de dos afluentes del río Karatoya, Talma y Kudum al oeste y al este respectivamente. También está el río Tista, que fluye a unos 12 km al este del sitio, así como el río Salmara que fluye justo al lado de la muralla occidental de la ciudad.

## Excavaciones arqueológicas
Las excavaciones en Bhitargarh comenzaron en 2008 por un equipo de la Universidad de Artes Liberales de Bangladés (ULAB) cuando se encontró el yacimiento en condiciones ruinosas. Las investigaciones arqueológicas afirman que el límite territorial de la ciudad incluía cuatro «cuadrángulos concéntricos», separados por murallas construidas con tierra y ladrillos. Las murallas se vieron reforzadas aún más por la presencia de bastiones y contrafuertes rectangulares que se encuentran a intervalos regulares. Cada uno de los cuadrángulos también estaba rodeado por fosos. Estas murallas se construyeron para proteger la ciudad tanto de inundaciones como de invasiones extranjeras. El diseño estructural fortificado de Bhitargarh se ajusta a las recomendaciones de construcción definidas en Artha-shastra.

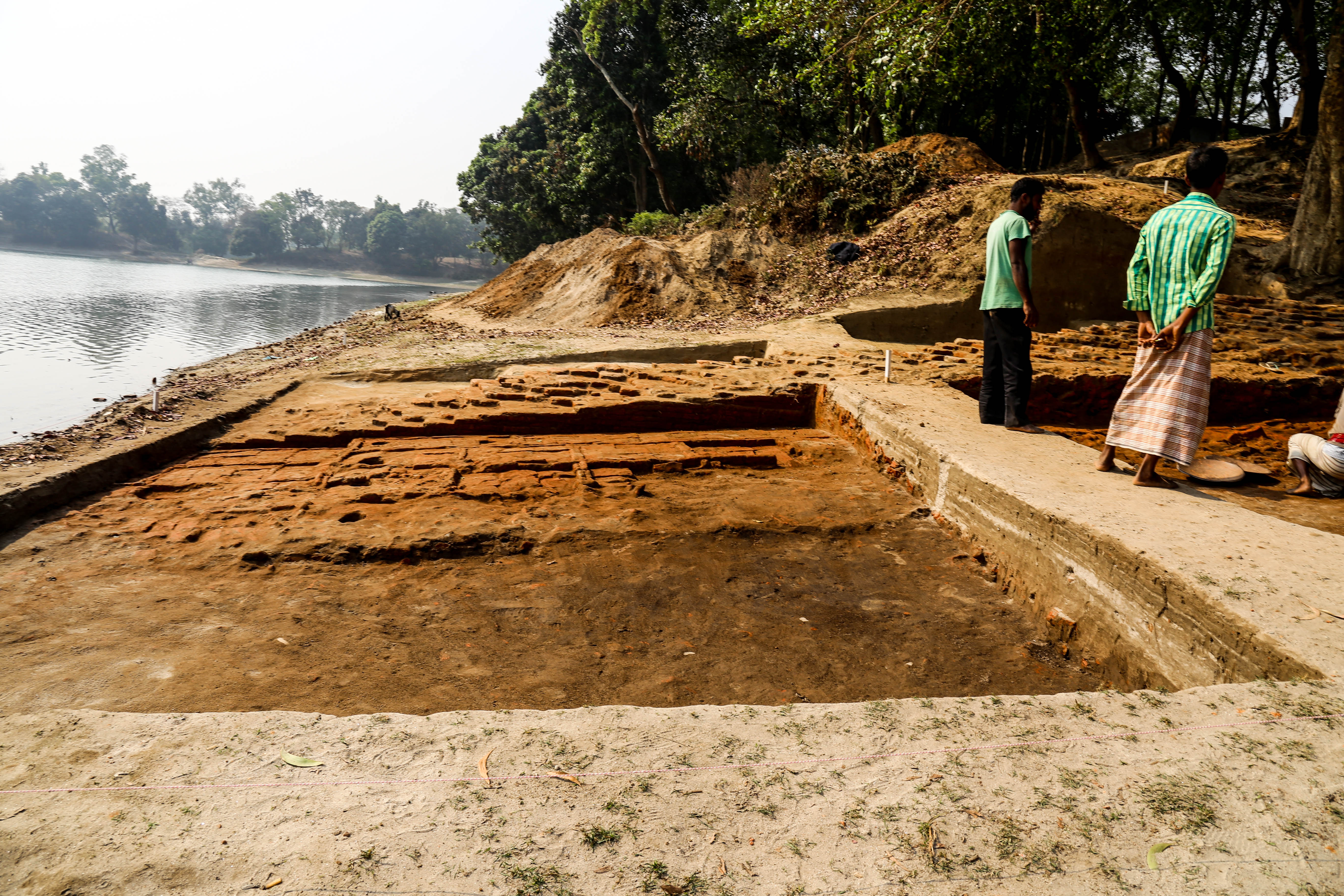
Excavación en Bhitargarh.

En las excavaciones se han descubierto algunos cimientos de monumentos religiosos y de otro tipo que remontan su origen al período medieval antiguo (Edad media antigua) . Una de estas estructuras es un complejo residencial, mientras que el resto son templos. Uno de los templos tiene forma cruciforme y tiene una estupa cercana que está rodeada por dos terrazas, todas situadas en el primer cuadrilátero. En el segundo cuadrilátero existen dos puertas llamadas Yama Duar o «Puerta de la muerte» en la muralla occidental y "Kala Duar" o «Puerta del tiempo eterno» en la muralla sur. Los artefactos que se descubrieron incluyen objetos de cerámica, arcilla, hierro y latón; brazaletes de cobre y oro; cuentas de terracota y piedra, así como algunas esculturas de piedra que se cree que datan de un período comprendido entre los siglos VII y XII d. C.  Algunos artefactos a base de basalto negro, incluidas piezas de ídolos de Manasá , Rama y Hánuman también fueron descubiertos por los aldeanos locales. También existen diez estanques ("dighi") en el área, de los cuales Maharajar Dighi de 53 acres es históricamente significativo.
Las investigaciones arqueológicas también descubrieron evidencia de represas en la antigua ciudad, lo que apunta al avanzado sistema de riego y cultivo de sus habitantes. Estas represas de piedra se construyeron para desviar el agua de Shalmara hacia la ciudad durante estaciones secas para ser utilizadas en actividades agrícolas y domésticas. Una de estas presas estaba ubicada en un lugar llamado Domoni en la muralla sur del tercer cuadrilátero, utilizada para controlar el flujo de agua. Había dos estructuras adicionales hechas de piedras de granito, una en Pathar-ghata y otra en Kamarbhita, que se construyeron para dividir el curso del río Shalmara en tres. Estas estructuras también se utilizaron como terraplenes para controlar el nivel del flujo de agua para almacenar agua aguas arriba. El río Shalmara luego se une al río Talma en Birbandh en la parte noreste del tercer cuadrilátero, que se cree que es un desvío artificial realizado por los habitantes de la ciudad.

## Amenazas y esfuerzos de preservación
A pesar de su considerable potencial en los estudios históricos de la región, Bhitargarh sigue amenazada por una invasión continua. El Departamento de Arqueología de Bangladés dependiente del Gobierno de Bangladés no posee ninguna tierra en el área y tampoco tiene ningún proyecto de preservación. En 2019, unas 40 000 personas residían dentro del yacimiento arqueológico y participaban en actividades agrícolas. La gente es en su mayoría inmigrantes de los zilas de Comilla, Rangpur, Tangail, Mymensingh, así como inmigrantes recientes del distrito de Jalpaiguri de India. Los arqueólogos creen que como los inmigrantes carecen de una conexión estrecha con el patrimonio de la zona, están menos interesados en su preservación y, como tal, su continuo hábitat y actividades agrícolas han estado causando daños significativos al sitio.
Los arqueólogos han organizado algunos programas de participación comunitaria en el área para generar conciencia masiva sobre la preservación del patrimonio del sitio y protegerlo de daños mayores En el Panchargarh Government Women's College se estableció un museo de rocas, el primero de su tipo en Bangladés, que exhibe diferentes artefactos descubiertos en Bhitargarh. En 2016, se organizó un seminario en el Museo nacional de Bangladés en Daca sobre los esfuerzos de preservación del yacimiento arqueológico de Bhitargarh, al que asistió el entonces Ministro de Finanzas  de Bangladés, [ [Abul Maal Abdul Muhith]] como invitado principal. Se exigió una asignación de 20 millones de takas bangladesíes y se recomendó establecer una oficina de custodia permanente en el yacimiento para su preservación.